# Geranium maderense
Geranium maderense es una especie de planta perteneciente a la familia Geraniaceae, nativa de la isla de Madeira.

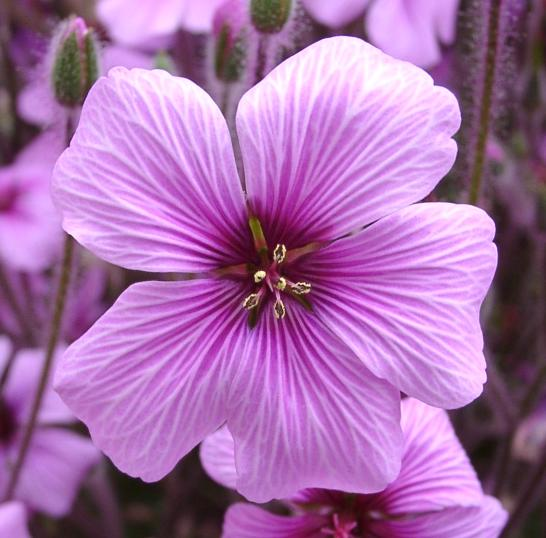
Detalle de la flor

## Descripción
Alcanza un tamaño de 120-150 cm de alto y de ancho, formando un montículo de hojas perennes parecida a un helecho, profundamente divididas. Las flores son de color rosa espectaculares en tallos rojo peludos y se producen en grandes panículas en verano.
Se cultiva como planta ornamental en las regiones templadas, y ha ganado la Award of Garden Merit de la Royal Horticultural Society.

## Taxonomía
Geranium maderense fue descrita por Peter Frederick Yeo y publicado en Boletim do Museu Municipal do Funchal 23: 26. 1969.
Etimología
Geranium: nombre genérico que deriva del griego: geranion, que significa "grulla", aludiendo a la apariencia del fruto, que recuerda al pico de esta ave.
maderense: epíteto geográfico que alude a localización en Madeira.